# 清水康英
清水康英（日语：／，1532年（天文元年）—1591年7月22日（天正19年6月2日）），日本战国时代武将，后北条氏家臣，伊豆加纳矢崎城主（南伊豆町）、下田城主。从北条氏康领受偏讳名康实，后来改名康英。担任伊豆国奥郡代・三岛代官・评定众・奉者等，率领伊豆水军。

## 生平
康英是伊豆众之一，也是其中最有实力者。『小田原旧記』记载，河越城的北条纲成、玉绳城的北条纲高、栗桥城的富永右卫门尉、下田城的清水康英和平井城的多目周防守为五家老，分别率领黄色・赤色・青色・白色・黒色的五支部队（「五色備」，一说白備为笠原康胜）。 同时担任负责诉讼裁决和政策立案的评定众，被认为是氏康的参谋。作为评定众获准使用北条家裁许印判状（虎朱印状），其中一部分判状仍现存于世。（清水文書・東京）
永禄12年（1569年）12月嫡男新七郎在駿河・蒲原城与武田军作战时战死，天正14年（1586年）把家督让予次男政胜。天正18年（1590年）前后出家，号清水上野入道。
天正17年（1589年）成为下田城主，受北条氏规辖制。
天正18年（1590年）4月丰臣秀吉开始小田原征伐，伊豆下田城遭到丰臣方水军攻击。秀吉方总计长宗我部元亲势2500人、九鬼嘉隆势1500人、胁坂安治势1300人。康英同嫡子・政胜、弟弟英吉和家臣高桥丹波守一同笼城，力战50余日。同年4月23日通过胁坂安治、安国寺恵琼等人提交降书，开城投降（高橋文書）。随后康英向林际寺（河津町沢田）撤退，向曾并肩作战的家臣・高桥丹波守等人送去表示感谢的告别信。自己归隐菩提寺三养院（河津町川津筏場）。天正19年（1591年）去世。

## 逸话
- 北条氏直发出的某一封文件中记载（清水文书・东京）「豊臣秀吉軍は船働歴然ゆえ下田城を設けたのであり、康英は戦上手であるから一切任すのである。他人の差し出口は不要でる」（丰臣秀吉军的船队明显以下田城为目标，康英英勇善战，足以委任一切，不需要派出其他人）。因此康英当时应该是武名远播的名将，并且受到相当程度的信赖。
- 『関八州古戦録』记载「清水上野介信久」的武名：身着黒糸縅鎧，身背1丈4尺的大旗，胯下名为盤手鴾毛产自奥州南部的骏马，挥舞着长达8尺的栎木棒，手持长矛切入敌阵，敌兵纷纷应声而倒。同书第六卷记载，康英的栎木棒曾经击碎了太田康资太刀的护手（鍔元），击退了康资（同书中记载此太刀有30人之力）。从此以后康资也改用长8尺余的铁棒为武器了。